# Otis Redding III
Otis Ray Redding III (Macon, 17 de diciembre de 1963-Macon, 18 de abril de 2023) fue un cantante de soul, guitarrista y productor musical estadounidense.

## Biografía
Otis Redding III nació en Macon el 17 de diciembre de 1963. Otis tenía solo 3 años cuando su padre, el cantante y compositor Otis Ray Redding Jr., falleció en un accidente aéreo en 1967. Otis, junto a su hermano Dexter y un primo llamado Mark Lockett, fundaron la banda The Reddings, con Otis en guitarra, Dexter en bajo y voz, y Mark en batería, teclados y voz principal. La banda grabó seis álbumes en la década de 1980, obteniendo cierto éxito en las listas de Billboard. Si bien la banda no logró cultivar la notoriedad lograda por su padre, Otis continuó actuando, siendo contratado como guitarrista por el cantante de soul Eddie Floyd para dar una gira por Europa.
En años posteriores participó en la organización filantrópica de su familia, la Fundación Otis Redding, establecida en 2007 por su madre, Zelma Atwood. Participó también en el Otis Music Camp, un programa que educa a los adolescentes con inclinaciones musicales sobre la industria de la música, desde tocar y producir hasta escribir canciones y publicar. Además continuó actuando en diferentes eventos en los Estados Unidos y Europa.
Otis Redding III falleció el 18 de abril de 2023 en Macon, víctima de un cáncer, a los 59 años.